# Лин-Куей
Лин-Куей („Горски демони“) е най-старият известен клан на древното „черно изкуството“ Фа-Шу и тайно общество в Китай. Според историята и легендите, Лин-Куей идва от древната династия Шан (1766-1027 г. или 1600-1046 г. пр.н.е.) и произхожда от хунския род Агачир. Йерархията в клана е на няколко нива и включва 15 степени. Обучението в Лин-Куей трае минимум 15-20 години и включва седем нива на посвещение, наричани още Ци-Ли („Седемте сили“).
Кланът Лин-Куей се пръсва из цял Китай и с течение на времето изгражда мрежа от школи и тайни центрове за обучение и влияние. Голямо влияние върху развитието на това изкуство оказва и тибетският монах Цон Уо, който бил спасен от членове на клана. Той бил учен-енциклопедист в тайните науки и вероятно от него идват някои от мистичните и езотерични учения на клана – магия, вещерство, заклинания (мантра-йога), Ци-Гун („работа с енергията“), Ин-Сен-Шу („изкуство на телесното изчезване“), Чан шън буси джи фа (удължаване на живота и безсмъртие), медитация, левитация, телепортация, лечителски умения и билкарство (приготвяне на лекарства и отрови), алхимия (вътрешна и външна), приложна психология, манипулиране на съзнанието. Основните цели на клана са обслужване на шпионажа от най-древни времена, провеждане на тайната война и оцеляване в смутни времена.